# El sacrificio de Ifigenia
El sacrificio de Ifigenia es un cuadro del pintor Sébastien Bourdon, realizado en 1653, que se encuentra en el Museo de Bellas Artes de Orleans (Francia).

## Tema
La pintura narra uno de los episodios más dramáticos del ciclo de la Ilíada. Ifigenia era la hija de Agamenón, rey de Micenas, y de su esposa Clitemnestra. La flota de Agamenón no podía partir hacia Troya por culpa de la calma del viento. Agamenón había matado un ciervo consagrado a la diosa Artemisa, y además había provocado su cólera con palabras irreverentes, por lo que la diosa, además de mandarle una peste al ejército griego había producido una calma absoluta, de forma que los griegos no podían abandonar el puerto por falta de viento. 
Cuando los videntes declararon que la ira de la diosa no podría ser aplacada a menos que Ifigenia, la hija más bella de Agamenón, le fuese ofrecida como sacrificio compensatorio, Diomedes y Odiseo fueron enviados a buscarla al campamento con el pretexto de que debía desposar a Aquiles. Ella accedió a acompañarles, pero en el momento en que iba a ser sacrificada fue llevada por la propia Artemisa (según otras fuentes, por Aquiles) a Táuride, y otra víctima ocupó su lugar. Ese es el momento reflejado en la obra.
El tema es uno de los más representados por los artistas de diversas épocas como Leonaert Bramer, Francesco Fontebasso, Rubens y Giovanni Battista Tiepolo.